# IndyMac Bank
«IndyMac Bank» (укр. ІндиМе́к бенк) (NYSE: IMB) — американська холдингова компанія позичальник під мортгидж (закладна). 
Найбільший в Лос-Анжелесі й 7-ий в США позичальник за розміром.
У 2007 році Індимак задіяний у кризі кредитування житла, коли багато людей не можуть робити свої місячні виплати унаслідок їх високого ставки.
Заснований у 1969 році
Активи у 2005 році — 29,5 млрд дол. Дохід у 2005 році — 10 млрд дол.; операційний прибуток — 4,15 млрд дол.; нето-прибуток — 343 млн дол.
Ринкова капіталізація (серпень 2007) — 1,6 млрд дол. у 74 млн акцій.
Майкл Перрі — виконачий директор. Штаб-кватира — у північному передмісті Лос-Анжелесу — Пасадіна, Каліфорнія.
9 431 (2007 р.) працівників.
Головним чином справа компанії зводиться до позичання грошей в банках для надання позик людям на придбання житла під банківську закладну, з наступним перепродажем цих закладних з боргом на вторинному ринку іншим закладним компаніям. Кантрівайд широко критикується за надто спрощений порядок надання позик людям з 10 % фінансування без перевірки їхнього джерела доходів, а також за видання позик з регульованим відсотком, завдяки якому люди могли взяти більше в борг, але згодом коли відсоток збільшився — стали неспроможні виплачувати свої місячні виплати й втратили житло.